# Motu Iti
Pour les articles homonymes, voir motu (homonymie).
Ne doit pas être confondu avec Motu Iti (Île de Pâques).
Motu Iti, également appelé Hatu Iti ou Kikimai, est un ensemble de petits îlots inhabités du groupe nord de l'archipel des Marquises, en Polynésie française.
Il est situé à environ 42 km à l'ouest de Nuku Hiva auquel il est administrativement rattaché.

## Géographie
Motu Iti est un ensemble de deux îles principales flanquées de quelques petits îlots rocheux. Celles-ci sont inhabitées et constituent un important site de nidification ornithologique et de refuge pour des espèces endémiques.

## Histoire
La première mention de Motu Iti par les Occidentaux a été faite par le navigateur français Étienne Marchand en 1791.
Il nomma les îlots les « Deux frères » peut-être en souvenir des deux affleurements rocheux situés près du cap Sicié dans les parages de Toulon, région dont il était originaire.
L'île a peut-être été vue deux mois avant par l'Américain Joseph Ingraham, qui l'aurait nommée « Franklin Island », mais il n'est pas possible de savoir s'il s'agissait de Motu Iti ou de la côte nord de Nuku Hiva, qu'il aurait pris à tort pour une nouvelle île.